# (33566) 1999 JZ25
1999 JZ25 (asteroide 33566) é um asteroide da cintura principal. Possui uma excentricidade de 0.14479310 e uma inclinação de 11.40058º.
Este asteroide foi descoberto no dia 10 de maio de 1999 por LINEAR em Socorro.